# Prat de Compte
Prat de Compte (oficialmente en catalán Prat de Comte) es un municipio y localidad española de la provincia de Tarragona, en la comunidad autónoma de Cataluña. El término municipal, ubicado en la comarca de la Tierra Alta, tiene una población de 185 habitantes (INE 2024).

## Geografía
El municipio está situado en la parte sureste de la comarca de la Tierra Alta, en el límite con la de Ribera de Ebro, de relieve accidentado por la cercanía de los puertos de Tortosa-Beceite y atravesado por el río Ebro.
Por el municipio transcurre la Vía verde de la Tierra Alta. Siguiendo ésta y a pocos kilómetros se halla la ermita de la Fontcalda, donde se encuentra la Virgen de la Fontcalda, patrona de la localidad.

## Historia
A mediados del siglo XIX, el lugar tenía contabilizada una población de 372 habitantes. Aparece descrito en el decimotercer volumen del Diccionario geográfico-estadístico-histórico de España y sus posesiones de Ultramar de Pascual Madoz de la siguiente manera:

PRAT DE COMPTE: l. con ayunt. en la prov. de Tarragona (20 horas), part. jud. de Gandesa (3), aud. terr., c. g. de Barcelona (40), dióc. de Tortosa (7): sit. en una altura circuida de montañas, con buena ventilacion y clima frio, pero sano; las enfermedades comunes, son catarros y oftalmías. Tiene 70 casas, la consistorial, cárcel, una igl. parr. (San Bartolomé) servida por un cura de ingreso, de provision real y ordinaria. El térm.. confina N. Pinell; E. Horta; S. Pauls del part. de Tortosa, y O. Bot. El terreno es generalmente montañoso; contiene algun bosque de pinos, carrascas y malezas. Los caminos son locales y se hallan en mal estado. El correo se recibe los lunes y viernes de Tortosa, y de Alcañiz los domingos y miércoles. prod.: trigo, vino, aceite, almendras, patatas y legumbres; cria ganado lanar y cabrio, y caza de perdices y conejos con escasez. ind.. fáb. de aguardiente. pobl.: 70 vec., 372 alm. cap. prod.: 1.444,433 rs. imp.: 47,712.
(Madoz, 1849, p. 207)

En 1981 se cambió el nombre del municipio, de Prat de Compte a Prat de Comte.

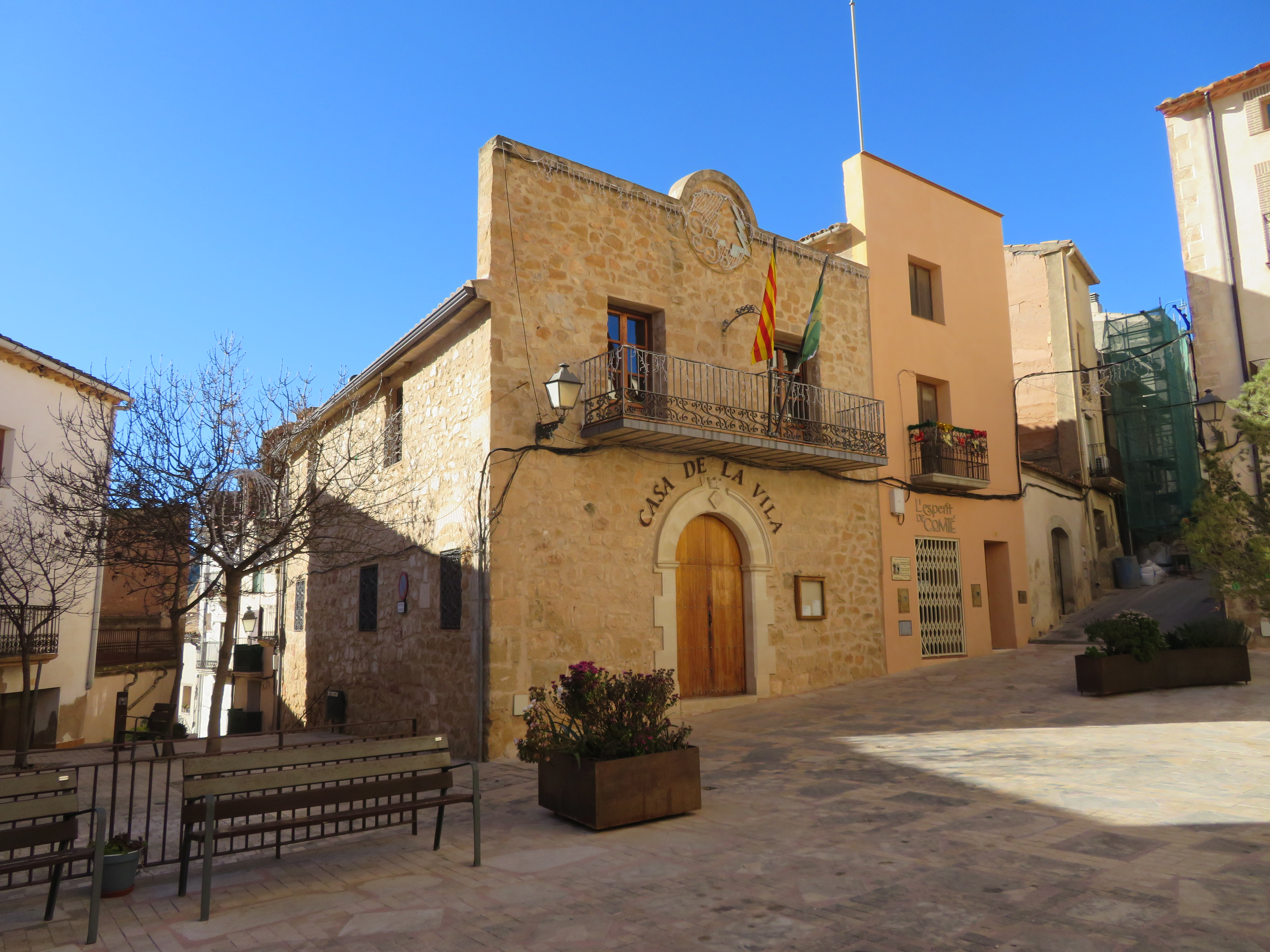
Ayuntamiento

## Educación
Actualmente, en el municipio de Prat de Comte hay una escuela rural pública, la Escola Mare de Déu de la Fontcalda, que es el centro educativo de referencia para los niños de la localidad. Forma parte de la ZER Ports-Algars, una Zona Escolar Rural que agrupa también las escuelas de los municipios de Arnes (Escola la Miranda) y Caseres (Escola la Gessera).
El actual edificio educativo, situado en lo alto del pueblo de Prat de Comte, fue inaugurado el 12 de diciembre de 1990. Sin embargo, la tradición educativa en el municipio se remonta a décadas atrás, cuando las primeras aulas se habilitaron para dar respuesta a las necesidades formativas de los niños de la zona.
Al ser escuela rural, la escuela imparte enseñanzas desde educación infantil (i2) hasta sexto de primaria, organizándose en grupos reducidos, lo que permite una atención individualizada para cada alumno. Además, el trabajo conjunto entre los centros de ZER fomenta actividades cooperativas e intercambios que enriquecen la experiencia educativa de los niños.
El proyecto educativo de la escuela pone especial énfasis en el conocimiento del entorno natural y cultural de la Terra Alta, promoviendo valores como la sostenibilidad, la inclusión y el aprendizaje significativo. La escuela también colabora con diversas entidades locales e impulsa actividades para integrar a la comunidad educativa con la vida del municipio.

## Demografía
Cuenta con una población de 185 habitantes (INE 2024).

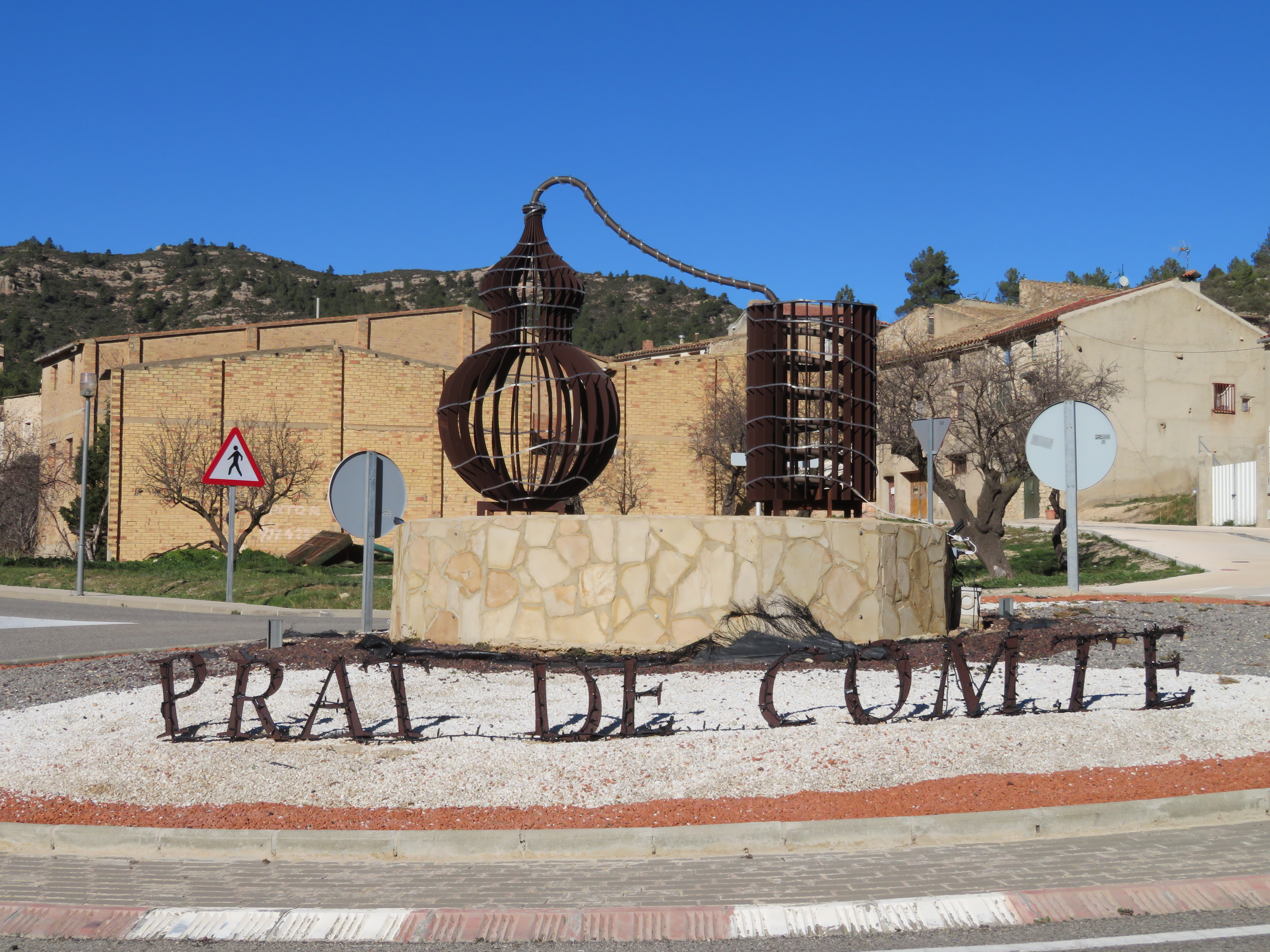
Bienvenida

| Gráfica de evolución demográfica de Prat de Comte entre 1842 y 2021 |
| |
| Población de derecho según los censos de población del INE Población de hecho según los censos de población del INEEn estos censos se denominaba Prat de Compte: 1842, 1857, 1860, 1877, 1887, 1897, 1900, 1910, 1920, 1930, 1940, 1950, 1960, 1970 y 1981 |

| 1900 | 1930 | 1950 | 1970 | 1981 | 1986 |
| ---- | ---- | ---- | ---- | ---- | ---- |
| 896  | 754  | 508  | 341  | 257  | 232  |

## Economía
La actividad económica se centra principalmente en la agricultura y particularmente en el cultivo de olivos, viñas y cereales.

## Fiestas

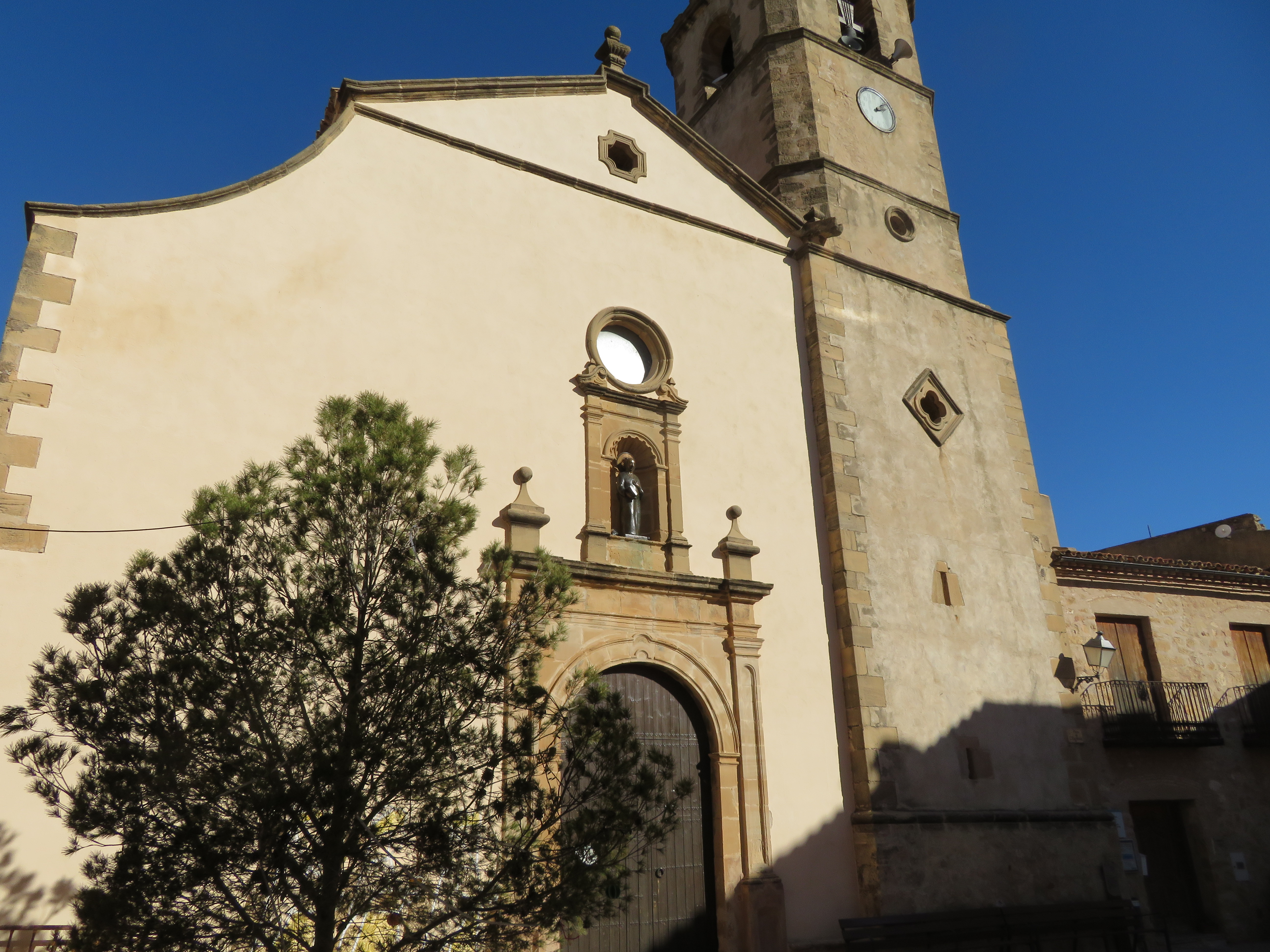
Iglesia de San Bartolomé

La fiesta mayor se celebra del 24 al 26 de agosto en honor a San Bartolomé, llevándose a cabo actividades de carácter tradicional y popular siendo La Cursa del Gresol la más popular y considerada cómo única en Cataluña[cita requerida] y declarada de interés comarcal.